# Robinson (Nouvelle-Calédonie)
Pour les articles homonymes, voir Robinson.
Robinson est un quartier de la ville du Mont-Dore dans la banlieue de Nouméa, en Nouvelle-Calédonie. D'une superficie de 4,63 km2, il compte 5 047 habitants en 2014,.

## Démographie
Robinson est un quartier composé de lotissements résidentiels :
- Cornaille : au sud, entre la Route provinciale 1 (RP 1) dite « Avenue des deux baies » (qui constitue l'axe central du Mont-Dore) au nord et la mer au sud, avec le passage de la voie de dégagement est ou VDE), avec la rue de l'Alezan, la rue de l'Ecuyère, ...
- Bernut : dans la partie occidentale du quartier, au nord de l'Avenue des deux baies, avec la rue Victorin Boewa, la rue Yves Prigent, la rue des Bergers, la rue André Rousseau, ...
- Galinié : dans la partie orientale du quartier, de part et d'autre de l'Avenue des deux baies, avec la rue des Trois Banians, la rue des Mimosas, la rue des Flamboyants, ...
- Les Hauts de Robinson sur les contreforts de la Chaîne au nord, sur les versants sud du massif du pic Malawi (dit « Chapeau de gendarme »).

C'est le quartier le plus peuplé du Mont-Dore avec 5 047 habitants en 2014, soit une densité de population de 1 090 hab./km2,.
Quartier très animé, il dispose de nombreux services : commerces (surtout le long de l'« Avenue des deux baies », dont le supermarché Arizona et une épicerie « bio »), trois écoles (école primaire Louis-Henri Galinié, école maternelle Les Lucioles et le Groupe scolaire de Robinson), trois terrains de sport (de baseball, de football et un plateau sportif, tous trois dans la rue des Trois Banians).

## Histoire
À l'époque coloniale, Robinson fait partie de la concession du Commandant Audouin. Celle-ci devient la propriété du Japonais Nishiyama peu de temps avant la Seconde Guerre mondiale et son morcellement commence pour aboutir aux lotissements actuels.
Son nom lui vient d'une vieille guinguette (ou café-restaurant) au début du XXe siècle appelée Le Robinson Marseillais.